# Prumnopitys taxifolia
Prumnopitys taxifolia är en barrträdart som först beskrevs av Joseph Banks, Daniel Carl Solander och David Don, och fick sitt nu gällande namn av De Laub. Prumnopitys taxifolia ingår i släktet Prumnopitys och familjen Podocarpaceae. Inga underarter finns listade i Catalogue of Life.
Arten förekommer på båda huvudöar i Nya Zeeland. Den växer i låglandet och i låga bergstrakter mellan 20 och 1000 meter över havet. Prumnopitys taxifolia ingår ofta i skogar där andra barrträd som Podocarpus totara, Dacrycarpus dacrydioides, Dacrydium cupressinum och arter av släktet Prumnopitys är dominerande. Andra barrträd som ingår i samma skogar är Manoao colensoi, Halocarpus kirkii och Phyllocladus trichomanoides. I låglandet tillhör även olika lövträd samma skogar. På Sydön är arter av sydbokssläktet förhärskande. 
I princip förökar sig arten endast i samband med ödeläggande av skogarna, till exempel efter bränder som orsakades av vulkanutbrott. Arten står sedan i konkurrens till de andra träden om ljus och plats. Därför finns bara ett fåtal gamla exemplar i skogarna. Prumnopitys taxifolia kan bli upp till 1 000 år gammal.
Under historisk tid avverkades flera exemplar i samband med skogsbruk. Röjning blev omkring 1970 laglig förbjuden. Beståndet ökade efteråt. IUCN kategoriserar arten globalt som livskraftig.

## Bildgalleri

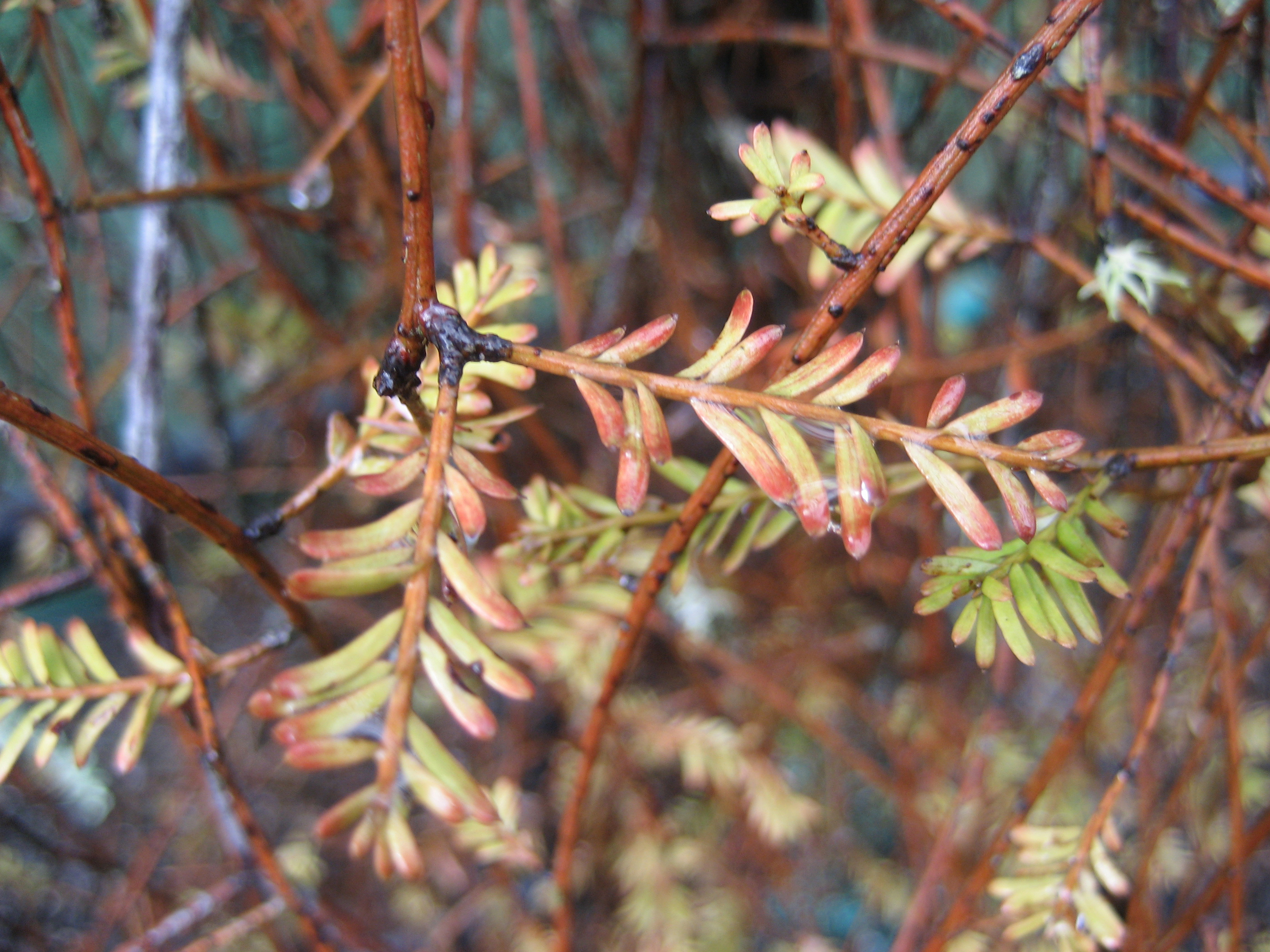
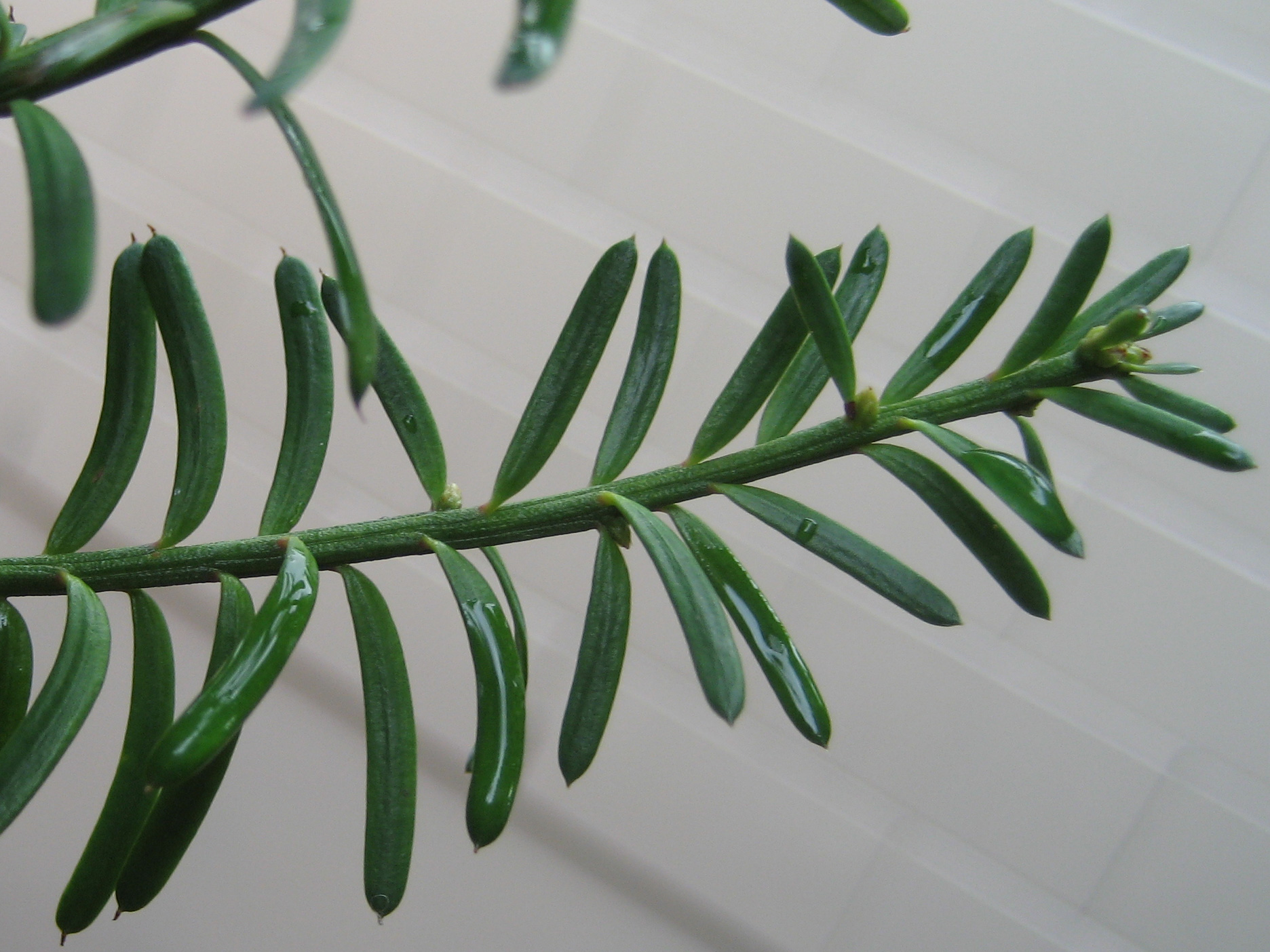
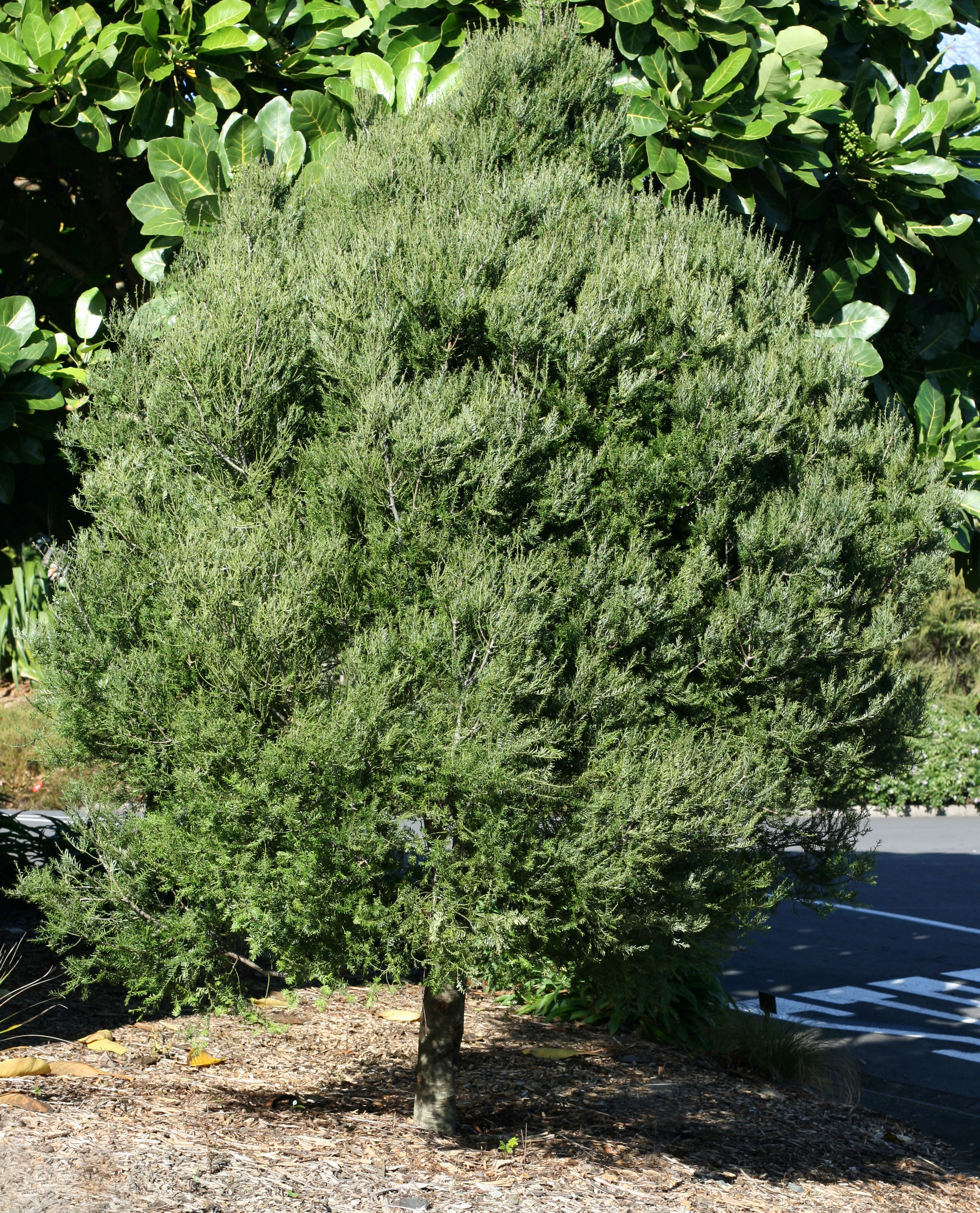
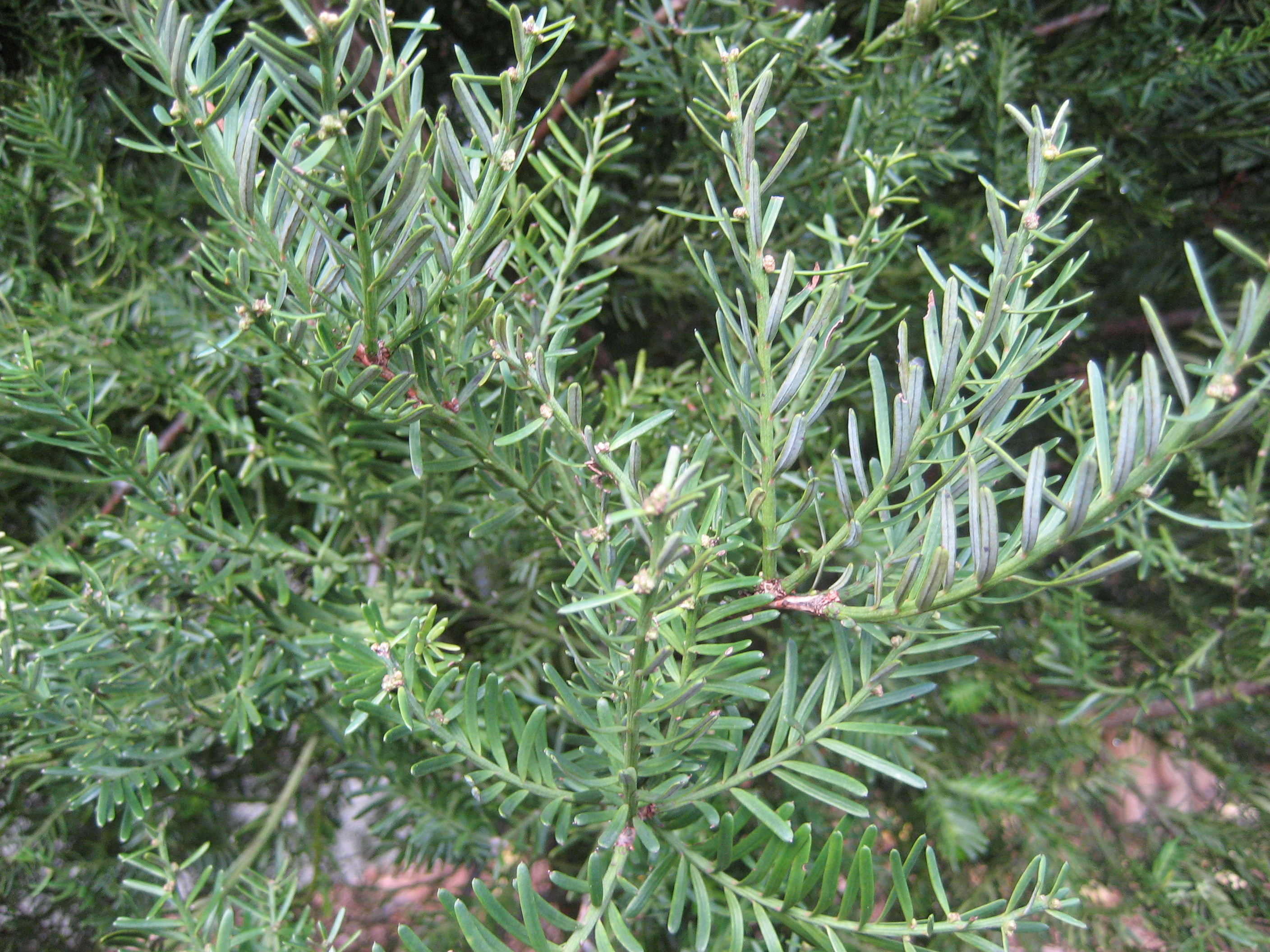
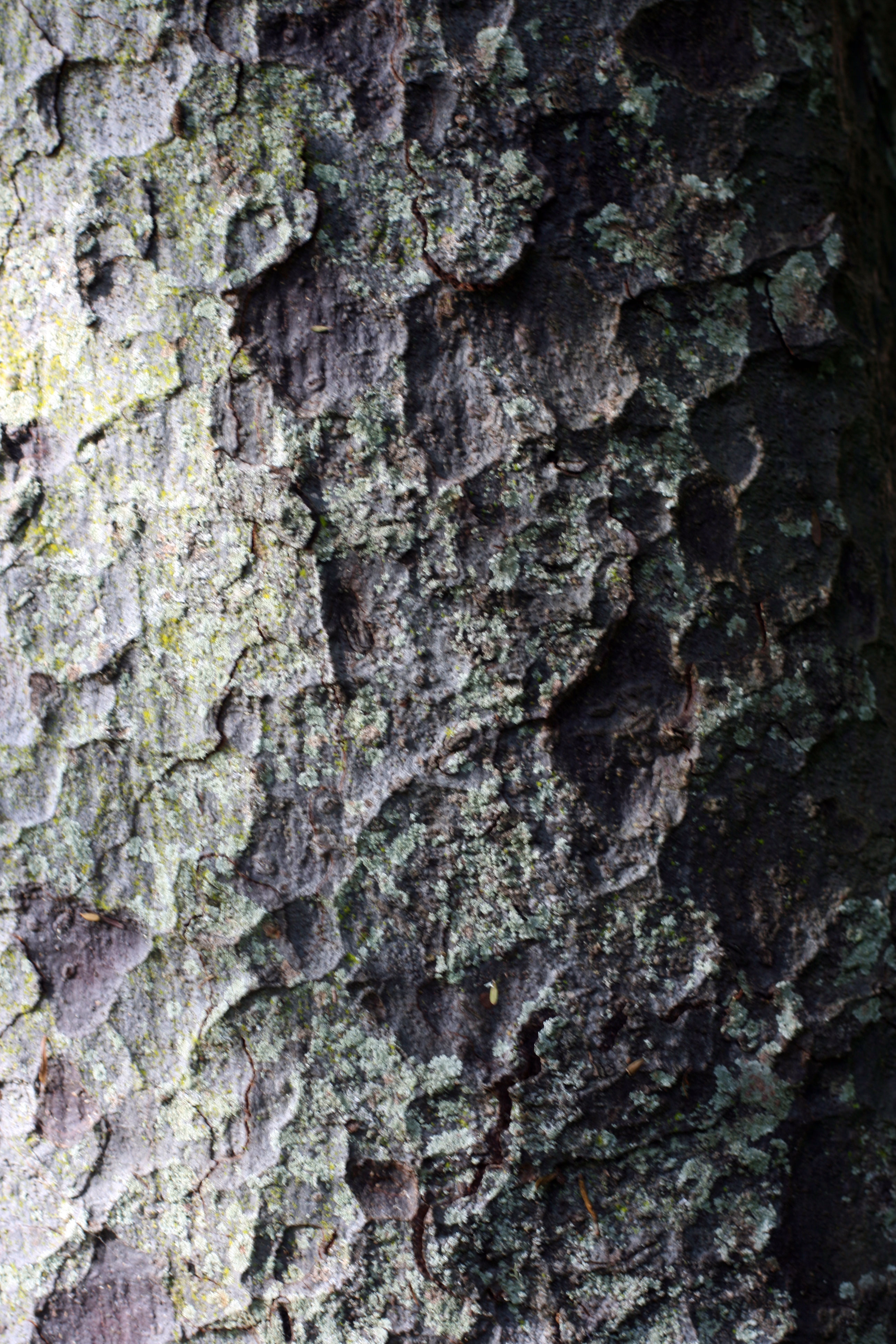
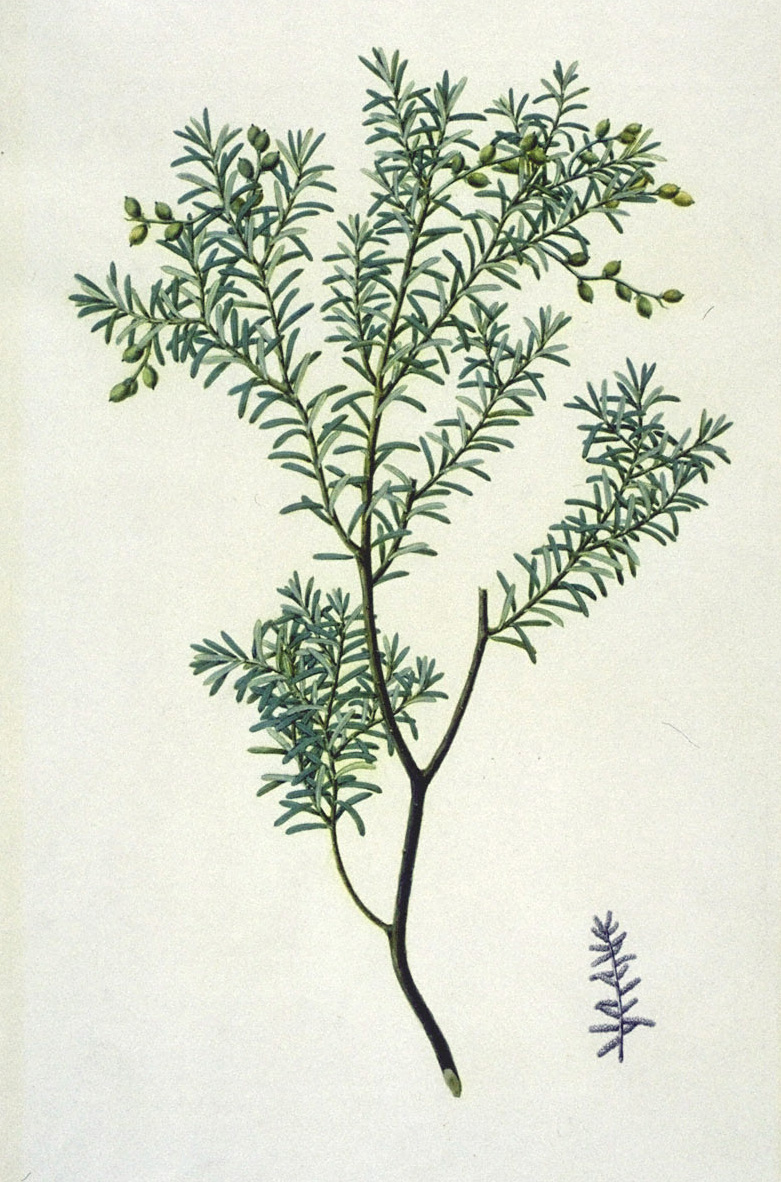